# Kalla Zsuzsa
Kalla Zsuzsa (Budapest, 1963. február 9.–) magyar irodalomtörténész, muzeológus, a Petőfi Irodalmi Múzeum főigazgató-helyettese.

## Életpályája
Az ELTE Radnóti Miklós Gyakorló Gimnáziumában érettségizett 1981-ben (magyar–történelem specializáció). 
ELTE magyar nyelv és irodalom–történelem szak, középiskolai tanár (1986).
ELTE Irodalomtudományi Doktori Iskola hallgatója, PhD-fokozat (2007). Doktori disszertációjának témája a reformkori irodalomszervező, ügyvéd, a Károlyi-grófok titkára, Bártfay László munkássága ("Mivé egykor talán lehetni álmodoztam.". A naplóíró Bártfay László).
Munkahelye kezdetektől fogva a PIM. 1987–2010: Művészeti és Relikviatár; munkatárs 1987–1995, főmunkatárs 1996–2010; Múzeumi Dokumentációs Adattár, főosztályvezető 2010–2017. 2016-tól gyűjteményi főigazgató-helyettes.
Feladata a Relikviatár gondozása, gyűjteményezés, az alapgyűjtemény feldolgozása és publikálása, a számítógépes adattárolási rendszer építése; adattári vezetőként munkája az intézménytörténeti nyomtatott és digitális dokumentumok gyűjtése, archiválása volt.
Kutatási területe a 19. századi magyar irodalom, az irodalmi kultusz, kulturális emlékezet, Arany János, Jókai Mór életműve, közreműködött Petőfi Sándor és rokonsága tárgyi hagyatékának (irodalmi relikviák) rendszerezésében.
1989–2007: az MTA ITI Kölcsey Ferenc életművét sajtó alá rendező kutatócsoport munkatársa. 1990–2007: a PIM-et képviselte az emlékezetkutatás, az irodalmi kultusz jelenségeinek vizsgálatára létrejött szakmai közösségben (MTA ITI/Történettudományi Intézet, ELTE Magyar Irodalom és Kultúratudományi Intézet, Jyväskyläi Egyetem Hungarológia Tanszék). Muzeológusi tevékenységének fontos része a kiállításrendezésben való közreműködés. Tudományszervezési feladatai: konferenciák, műhelymunkák, tudományos projektek, továbbképzések koordinálása, oktatási tevékenység, együttműködés az egyetemek irodalomtörténeti, muzeológiai tanszékeivel, doktori iskoláival. 

### Családja
Férje Kalla Gábor régész, ókortörténész, asszíriológus, az ELTE tanszékvezető docense.

## Főbb művei
Publikációs listája az MTMT-ben (azonosító: 10052852).

### Kötetek
- Tények és legendák, tárgyak és ereklyék. A Petőfi Irodalmi Múzeum és az MTA Irodalomtudományi Intézete Kultusztörténeti Kutató Csoportja közös konferenciájának megszerkesztett anyaga; szerk. Kalla Zsuzsa; PIM, Bp., 1994 (A Petőfi Irodalmi Múzeum könyvei)
- Beszélő tárgyak. A Petőfi család relikviái; összeáll., tan. Kalla Zsuzsa és Ratzky Rita; PIM, Bp., 1997
- Kegyelet és irodalom. Kultusztörténeti tanulmányok; szerk. Kalla Zsuzsa; PIM, Bp., 1997 (A Petőfi Irodalmi Múzeum könyvei)
- Az irodalom ünnepei. Kultusztörténeti tanulmányok; szerk. Kalla Zsuzsa; PIM, Bp., 2000 (A Petőfi Irodalmi Múzeum könyvei)
- Gyümölcsfák, rózsák, regények. Jókai Mór és a Sváb-hegy. A Jókai Emlékszoba katalógusa; kiállításrend., szerk. E. Csorba Csilla, Kalla Zsuzsa, tan. Fábri Anna, M. Szilágyi Kinga, Vasvári Zoltán; PIM, Bp., 2001
- Kultusz, mű, identitás; szerk. Kalla Zsuzsa, Takáts József, Tverdota György; PIM, Bp., 2005 (A Petőfi Irodalmi Múzeum könyvei)
- Beszélő tárgyak. A Petőfi család relikviái; összeáll., tan. Kalla Zsuzsa és Ratzky Rita; 2. jav., bőv. kiad.; PIM, Bp., 2006
- Bártfay László naplói; sajtó alá rend., tan. Kalla Zsuzsa; Ráció, Bp., 2010[3]
- Kelj föl és járj, Petőfi Sándor! 1848 emlékezete a kultúra különböző regisztereiben; szerk. Dobás Kata, Kalla Zsuzsa, Parádi Andrea, Tóth Dóra; PIM, Bp., 2021 (PIM Studiolo)

### Tanulmányok
- Petőfi Sándor politikusi képe 1848–1849-ben (2000)[4]
- "Kellemetes társalkodású 's nem üres beszédű ember". Bártfay László naplója (2004)[5]
- A Petőfi-relikviák története (2006)[6]
- A dolgozószoba mint műalkotás. Jókai Mór budapesti otthonainak tárgyi világa (2007)[7]
- "Olvastam fennhangon". Az irodalom alkalmi műfajainak megszólalása (2009)[8]
- Toldy Ferenc és a homeopátia (2010)[9]
- Klasszmagyar. Irodalomtörténet-írás és irodalmi muzeológia (2014)[10]
- Kalla Zsuzsa–Ringer István: Régészet és irodalmi muzeológia találkozása (2014)[11]

### Kiállítások
- Bevezetés a magyar irodalom. világába II. Kazinczy és kora: 1772–1817 (társrend. Birck Edit, Taxner-Tóth Ernő; PIM, 1987)
- Bevezetés a magyar irodalom világába III. Ábrándok és tettek kora: 1817–1842 (társrend. E. Csorba Csilla; PIM, 1988)
- A körömkefétől a babérkoszorúig. Magyar írók kultusztárgyai (PIM, 1990)
- A márciusi ifjak nemzedéke (társrend. Körmöczi Katalin, Tompos Lilla; MNM, 1998)
- Napfény és holdfény. Jókai világai (társrend. E. Csorba Csilla, Fábri Anna; PIM, 2000
- Gyümölcsfák, rózsák, regények. Jókai Mór és a Sváb-hegy (állandó kiállítás, Jókai-emlékszoba, 2001?–2010?)
- Az arany ember (állandó kiáll.; Jókai Emlékmúzeum, Balatonfüred, 2010–)
- "Ki vagyok én? Nem mondom meg…". Petőfi választásai (állandó kiáll., társrend. Adrovitz Anna; PIM, 2011–2022)
- Gli artisti della vita intellettuale. Poeti rinascimentali sulla riva del Danubio (társrend. E. Csorba Csilla; Pinacoteca Ambrosiana, Milano, 2013)
- Nyelvlesen. Kalandozások a nyelv körül (társrend. Rabec István; A Magyar Nyelv Múzeuma, Széphalom, 2014)
- Önarckép álarcokban. Arany János-emlékkiállítás (társrend. Asztalos Emese, Sidó Anna; PIM, 2017)
- Költő lenni vagy nem lenni. Kiállítás Petőfi Sándor születésének 200. évfordulójára (állandó kiáll., társrend. Prágai Adrienn – Magyar Nemzeti Galéria –, Vaderna Gábor – ELTE Magyar Irodalom- és Kultúratudományi Intézet; PIM, 2023–)

## Szakmai tagságok
- 2015-től az ICOM (Múzeumok Nemzetközi Tanácsa) Magyar Nemzeti Bizottságának elnökségi tagja.

## Díjai, elismerései
- Műv. Min. nívódíja (múzeumi katalógus, 1997)
- Műv. Min. nívódíja (kiállítási, 1998)
- Batthyány-emlékérem (1999)
- Emberi Erőforrások Minisztériuma nívódíja (múzeumpedagógiai kezdeményezés, 2009)
- MúzeumCafé-díj (kiállítási, 2011)
- Az év kiállítása-díj (Pulszky Társaság, 2011)
- Móra Ferenc-díj (2018)[12]